# François Dufault
François Dufault (o Dufaut) (antes de 1604 – ca. 1672), fue un compositor y laudista francés, considerado en los principales países europeos como uno de los mejores laudistas del siglo XVII. 
Entre los personajes históricos que dejaron testimonios escritos a favor del F. Dufault fueron Titon du Tillet, y René Milleran. Por Titon sabemos que fue educado e instruido por los Gaultiers, y R. Milleran lo consideró uno de los grandes laudistas de su tiempo, al mismo nivel de Gaultiers, Gallots, o Mouton. No solo fue considerado un maestro en Francia, sino también en Alemania, Baron y La Sage de Richée le definieron como un modelo a seguir. En Inglaterra, Mary Burwells lo definió su manera de tocar como muy profunda y desarrollada. Estas características se ven reflejadas más de 90 manuscritos en Inglaterra, Alemania y Francia. 
Nació en una familia acomodada de la clase media en Bourges, y se establece en París en 1629. Aunque no estuvo directamente al servicio de la corte, sus buenas cualidades fueron reconocidas ya en 1631, siendo incluido en la publicación de 13 de sus piezas en “Tablaturas de laúd de diferentes autores”, de Pierre Ballard. Esta recopilación incluía otras composiciones de autores relacionados con la corte, como el propio Pierre Ballard, o Mesangeau.  Fue incluido de nuevo en “Tablaturas”, 10 piezas impresas en 1638.  Probablemente es en 1652 cuando viaja hasta Inglaterra en sustitución a Blancrocher. 
En su música, Dufaut utiliza nuevas afinaciones, introducidas en el repertorio laudista francés en 1620-30, incluyendo el Mi menor (E minor) , que será muy utilizado a partir de 1640. La mayoría de composiciones que nos han llegado son piezas instrumentales organizadas en suites para laúd solo. Algunas obras serán célebres composiciones para el repertorio de laúd a solo. Sus obras musicalmente más complejas son las allemandes y las pavanas. Con una potente sonoridad, determinada por el complejo contrapunto que probablemente explique su éxito en el área alemana. De hecho, fue en esta zona donde creó escuela, siendo muy conocidos entre la escuela de laudistas, y con Esajus Reusner como su mayor seguidor. Sus composiciones siguieron siendo ejecutadas hasta la mitad del siglo XVIII.